# 郭殷
郭殷（?—?），十六国时后赵大臣。
319年，石勒称赵王，建立后赵政权，以郭殷为右司马。330年，石勒称帝，以郭殷为尚书。石勒之子石弘即位，郭殷为尚书右仆射。334年，郭殷奉石虎之命，郭殷入宫，废石弘为海阳王。石虎称居摄赵天王，任郭殷为司空。